# 王竣
王竣（1903年1月30日—1941年5月9日），本名王俊，中國陝西蒲城縣人，中華民國中將，於中日戰爭期間陣亡的中國軍方高級將領之一。

## 生平
王竣本名王俊，因為後歸隸之胡宗南部先有一師長亦名王俊，因此被該軍軍政部改名為王竣。
王竣1914年於完備師範教育後，轉投考中央軍校，第三期步科卒业。畢業後，本為閻錫山部基層軍官，後投至國民革命軍之楊虎城部，因於第一次國共內戰中，頗有戰功，因此於1935年晉升為旅長，並於陝西西安駐守。西安事變後，因楊虎城部被解散，加上中日戰爭初期之永濟戰役失利，故投靠胡宗南部擔任新編27師副師長，不久真除為該師中將師長，駐守山西中條山附近。並於1938年－1940年間，於中條山與日軍展開數十次中小型戰役。
1941年，日蘇和約簽訂後，日軍協同滿洲國軍隊展開另一波對中國攻擊。王竣於同年5月9日的中條山戰役中，陣亡於台砦。1942年5月19日，中華民國政府特以1445號褒揚令明令褒揚。